# Rita Montaner
Rita Aurelia Fulceda-Montaner y Facenda (Guanabacoa, 20 d'agost de 1900-L'Havana, 17 d'abril de 1958), més coneguda com Rita Montaner o  La Única , va ser una artista cubana, que incursionó en el teatre, la ràdio, el cinema i la televisió, aconseguint notable èxit nacional i internacional i sent considerada una de les més grans artistes del seu país.
És cosina del pare del reconegut escriptor exiliat Carlos Alberto Montaner.

## Biografia

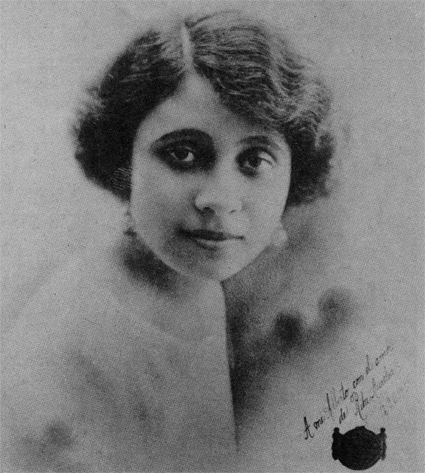
Rita Montaner.

Va ser filla d'un blanc (Domingo Montaner Pulgarón) i una mulata (Mercedes Facenda), i va créixer en un ambient on convivien la cultura europea i l'africana. Va començar els seus estudis de piano al Conservatori Peyrellade, on va obtenir la Medalla d'Or als 13 anys d'edat. Es va graduar de piano, cant i harmonia en 1917. En graduar-se es va dedicar al cant encara que molts li deien que tenia un bon futur al piano.
Va ser la primera veu femenina de la ràdio cubana. Va compartir escenari amb prestigioses figures de l'escenari cubà i internacional. Alguns dels millors compositors de l'època escrivien partitures especialment per a ella com és el cas de Gonzalo Roig amb Cecilia Valdés, Moisès Simons amb El manisero, Eliseo Grenet amb Ai Mamá Inés!, Ernesto Lecuona amb El cafetal, Gilberto S. Valdés amb Ogguere entre d'altres. El seu art va tenir ressò als Estats Units i a Europa.
Va viatjar a París per a presentar-se al Teatre Olímpia el 1928 i posteriorment va ser contractada per substituir a l'actriu Raquel Meller al Palace. A més participa en l'espectacle de la vedette Joséphine Baker. Després d'una breu estada a Cuba va viatjar als Estats Units per a cantar en Wonder Bar de M. Jolson.

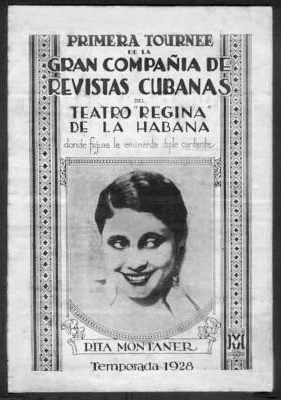

En 1935 va protagonitzar un espectacle creat per Gilberto Valdés en el Teatre Principal de la Comèdia. En el mateix va interpretar temes com Sangre africana, Bembo, Tambó i Oggere. Posteriorment va filmar la pel·lícula Romance en el Palmar. Aquest mateix any va ser triada la Reina de la Ràdio. Altres pel·lícules filmats per ella van ser María la O (1949) i La Única (1954). Va cantar en el cabaret Mulgoba amb l'artista Bola de Nieve, i posteriorment al Tropicana, on es va mantenir per nou anys.
El seu major desenvolupament va ser com a cantant d'art líric amb grans habilitats i versatilitat interpretativa que anaven des de Mamá Inés, estrenada per ella en la sarsuela Niña Rita, el 1927, fins a La médium i El teléfono, de l'italià Gian Carlo Menotti interpretades per ella en 1955. A més de destacar-se com a actriu, interpretava d'una forma delicada belles cançons com a Noche azul i Siboney, escrites por Lecuona, que va gravar el 1928.
En els anys 1940 i els anys 1950 incursionó en nombroses pel·lícules mexicanes, particularment en el gènere de l'anomenat Cine de rumberas.
Va morir víctima de càncer.

## Filmografia
- 1934 La noche del pecado com Rita Montaner y su Conjunto Tropical.
- 1938 Sucedió en La Habana
- 1938 El romance del palmar
- 1947 María la O
- 1948 Los angelitos negros
- 1950 Ritmos del Caribe
- 1950 Pobre corazón
- 1950 Anacleto se divorcia
- 1951 Víctimas del pecado
- 1951 Al son del mambo
- 1951 Negro es mi color
- 1952 La renegada
- 1952 La única
- 1954 Píntame angelitos blanco
- 1980 Rita. Director: Oscar Valdés, 19 minuts. curtmetratge biogràfic de Rita Montaner.

## Homenatge pòstum
Rita Montaner apareix com un dels personatges principals en la novel·la La isla de los amores infinitos (Grijalbo, 2006), de l'escriptora cubana Daína Chaviano.